# Vanneau tricolore
Vanellus tricolor
Espèce
Statut de conservation UICN

 LC  : Préoccupation mineure
Le Vanneau tricolore (Vanellus tricolor) est une espèce d'oiseaux appartenant au groupe des limicoles et à la famille des Charadriidae.

## Galerie

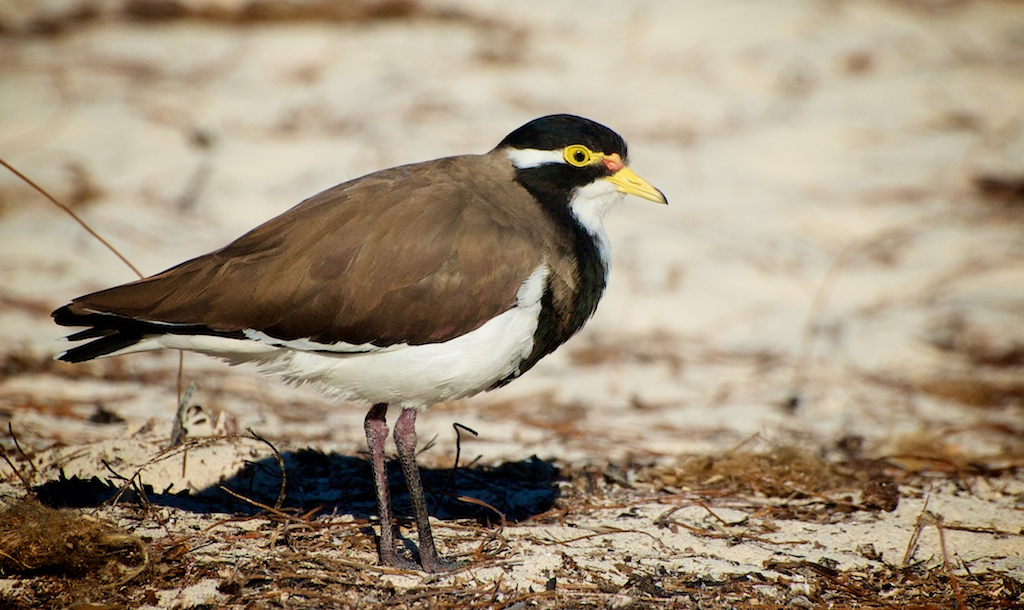
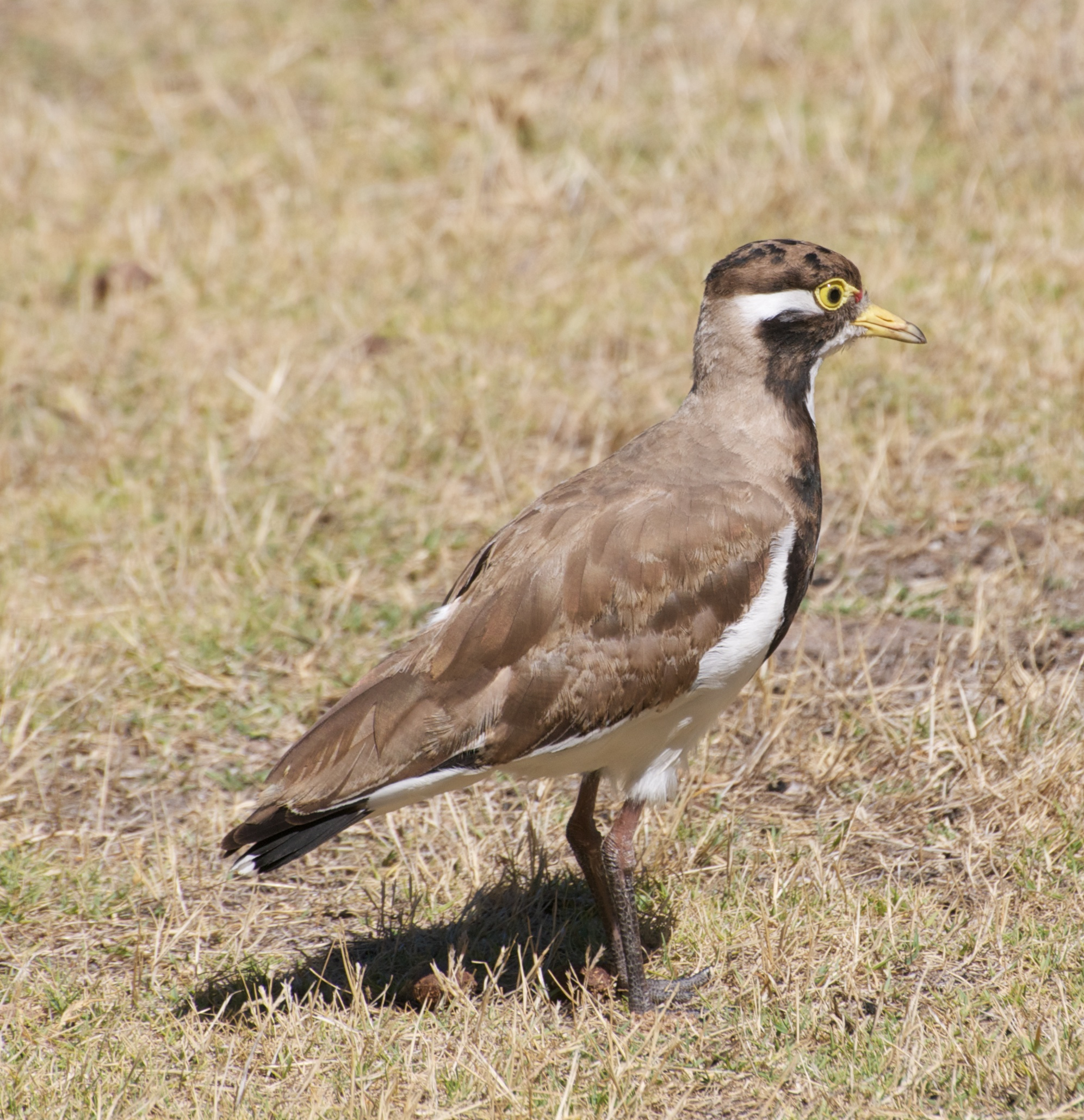
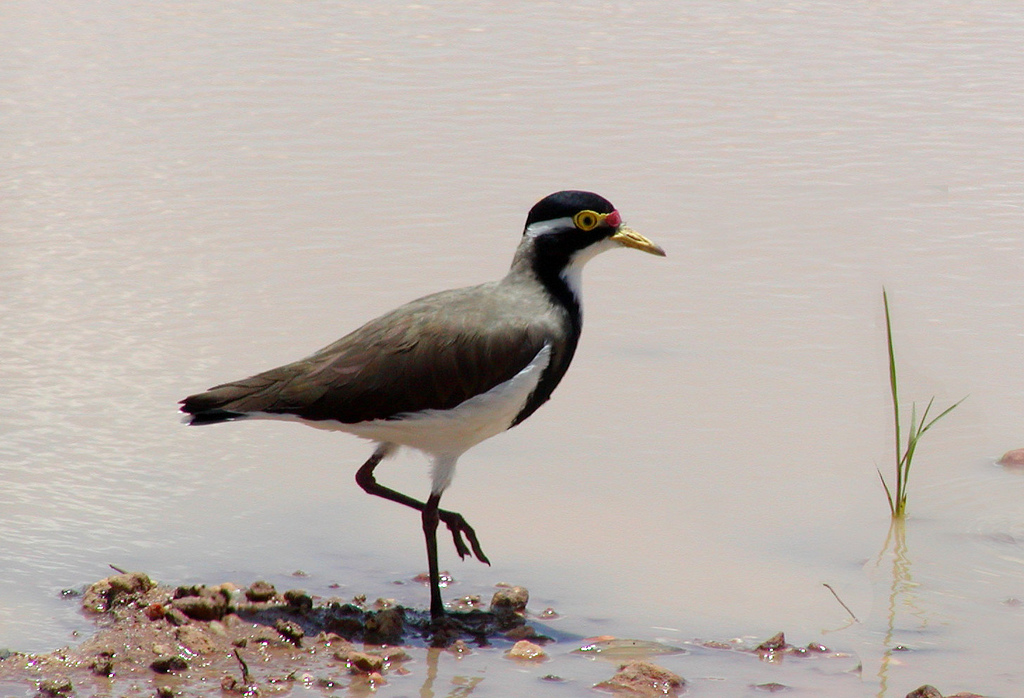
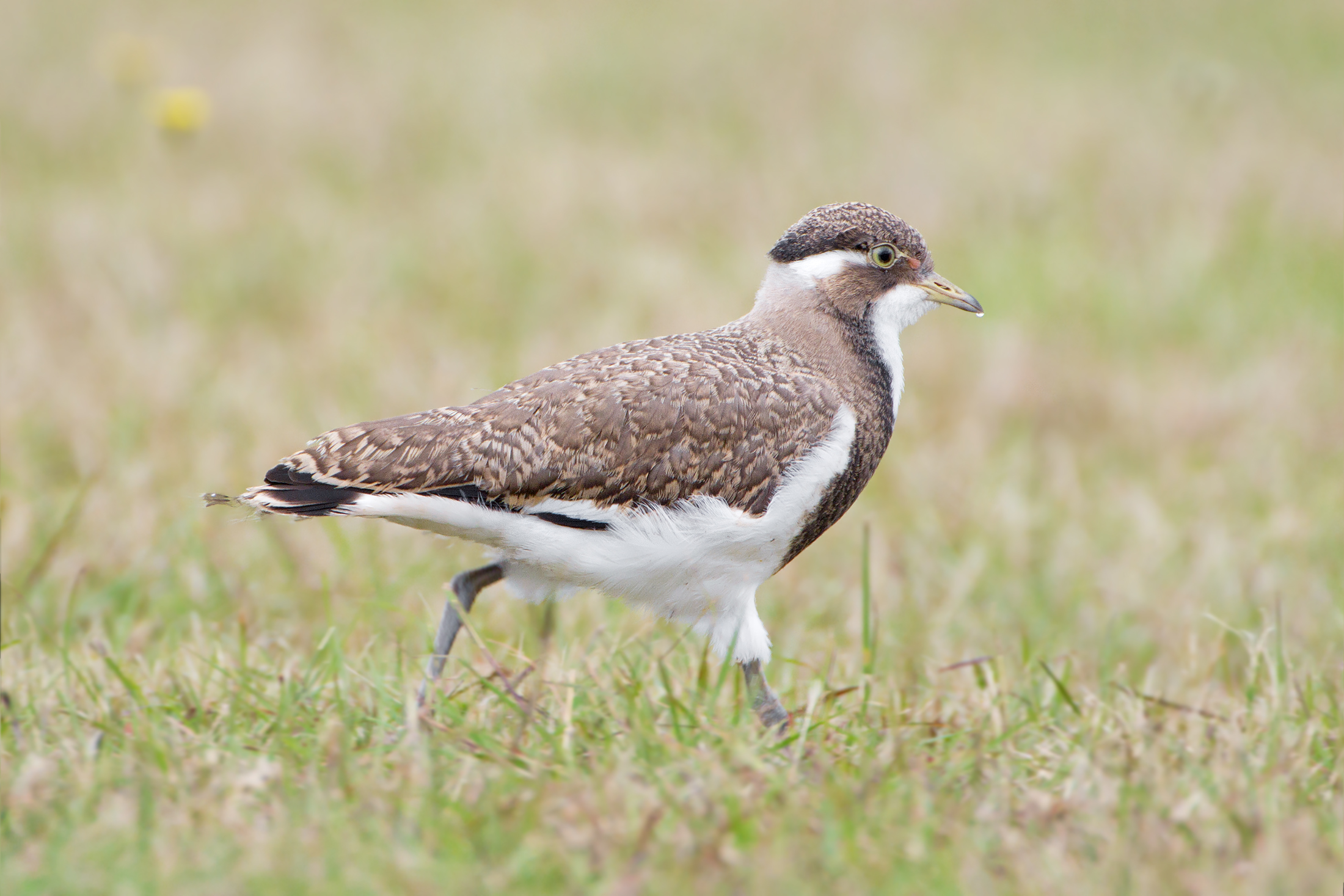